# Lobelia flexicaulis
Lobelia flexicaulis är en klockväxtart som beskrevs av Jerzy Rzedowski och Graciela Calderón. Lobelia flexicaulis ingår i släktet lobelior, och familjen klockväxter. Inga underarter finns listade i Catalogue of Life.